# Lahepera järv
Lahepera järv är en sjö i Estland.   Den ligger i landskapet Tartumaa, i den sydöstra delen av landet, 170 km sydost om huvudstaden Tallinn. Lahepera järv ligger 44 meter över havet.